# Carl August Schwerdgeburth

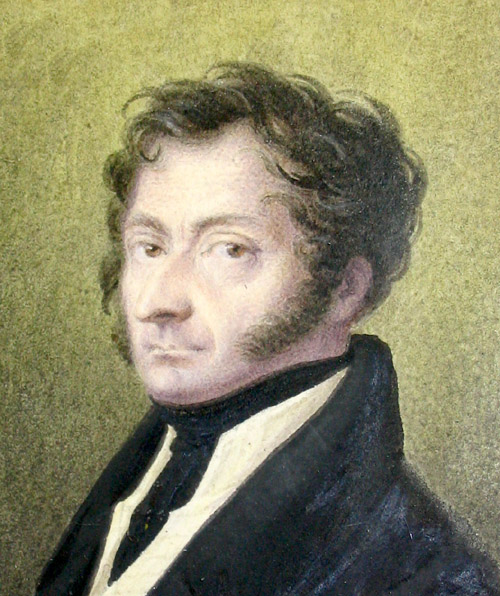
Selbstbildnis des Carl August Schwerdgeburth

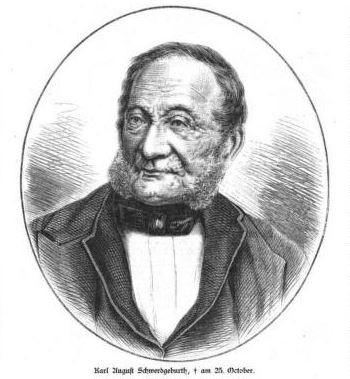
Carl August Schwerdgeburth

Carl August Schwerdgeburth (* 9. August 1785 in Dresden; † 25. Oktober 1878 in Weimar) war Kupferstecher und Maler.

## Leben
Er war ein Sohn und Schüler des Malers, Graphikers und Zeichenlehrers Johann Burkhard Schwerdgeburth (1759–?), tätig in Gera und Dresden. Später wurde er Hofkupferstecher beim Fürsten von Sachsen-Weimar-Eisenach und Vater des Malers Otto Schwerdgeburth. Seine bekanntesten Werke sind ein Kupferstich von Johann Wolfgang von Goethe und ein Stahlstich-Zyklus über das Leben von Martin Luther. 
Der Stich von Johann Wolfgang von Goethe ist das letzte nach dem Leben geschaffene Bildnis von Goethe. Die zugrundeliegende Zeichnung wurde zu Goethes Lebzeiten fertig und auch von Goethe angenommen. Der Kupferstich wurde erst nach Goethes Tod fertig. Goethe hatte Schwerdgeburth am 31. August 1831 während seiner letzten Reise auf dem Heimweg von Ilmenau nach Weimar in Tannroda besucht.
Der Zyklus über Martin Luther enthält einen Stich, der Luther in seinem Wohnzimmer in Wittenberg mit seiner Familie unter einem Weihnachtsbaum zeigt. Dieses Bild von 1856 wurde zur Quelle der Legende, Luther sei der Erfinder des Weihnachtsbaumes.
Bei allen Mitgliedern der Familie Schwerdgeburth werden in vielen Quellen falsche Lebensdaten und auch falsche Namenszuschreibungen zu bestimmten Bildnissen genannt. Ursache dafür ist neben Nachlässigkeit die Tatsache, dass eine Halbschwester von Carl August Schwerdgeburth mit dem Vornamen Charlotte Amalia (1795–1831) auch Malerin war und dieselben Initialen wie ihr Halbbruder hatte.

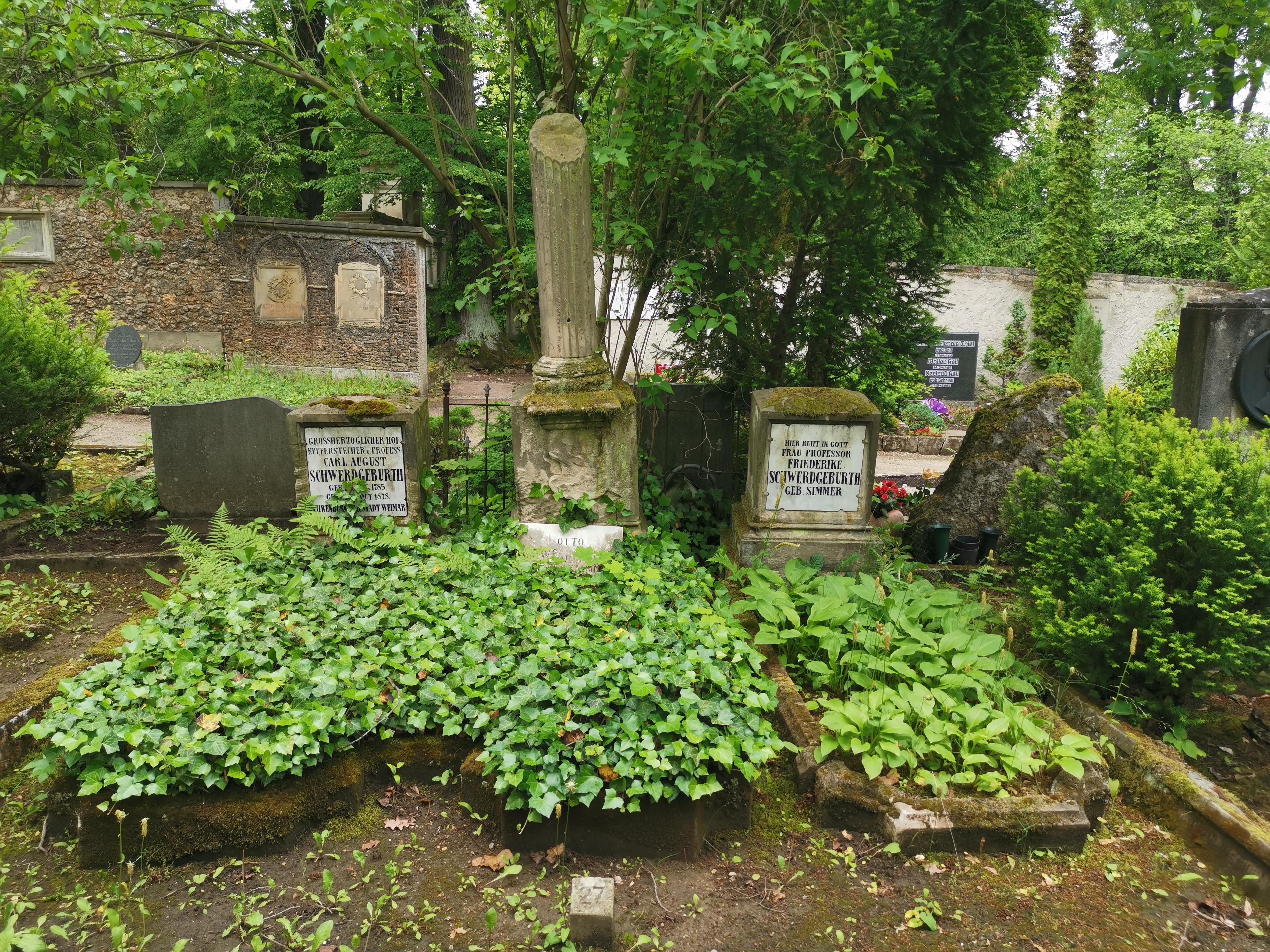
Grabstätte

Er ist auf dem Historischen Friedhof Weimar bestattet.